# Amtsgericht Ahlden

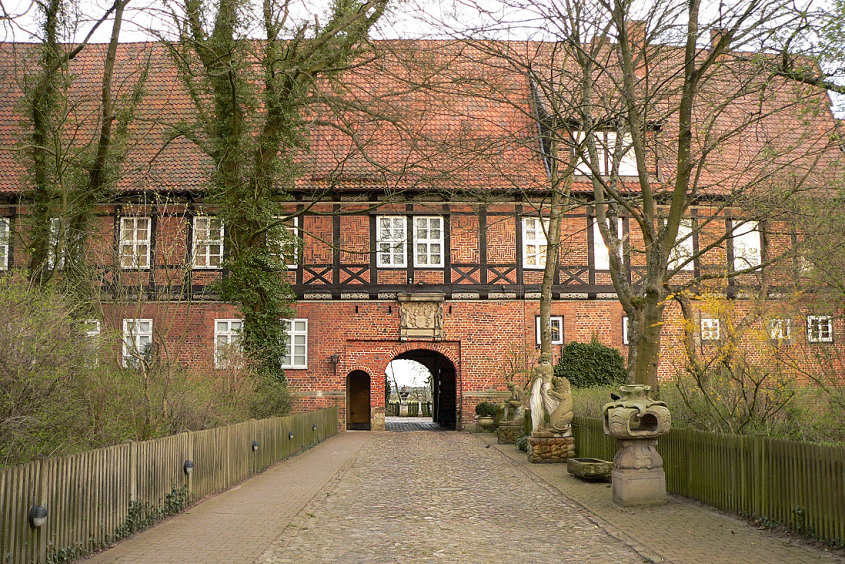
Schloss Ahlden, Sitz des ehem. Gerichtes (2008)

Das Amtsgericht Ahlden war ein Gericht der ordentlichen Gerichtsbarkeit in Ahlden (Aller).
Das Amtsgericht wurde mit der Verordnung vom 7. August 1852 die Bildung der Amtsgerichte und unteren Verwaltungsbehörden als königlich hannoversches Amtsgericht gegründet.
Es umfasste das Amt Ahlden.
Das Amtsgericht war dem Obergericht Celle untergeordnet. Mit der Annexion Hannovers durch Preußen wurde es zu einem preußischen Amtsgericht in der Provinz Hannover.
Mit dem Inkrafttreten des deutschen Gerichtsverfassungsgesetzes am 1. Oktober 1879 wurden reichsweit einheitlich Amts-, Land- und Oberlandesgerichte geschaffen. Das Amtsgericht Ahlden blieb bestehe und war nun dem Landgericht Verden nachgeordnet.
Sein Gerichtsbezirk umfasste nun aus dem Landkreis Fallingbostel das Amt Ahlden. Am Gericht bestand 1880 eine Richterstelle. Das Amtsgericht war damit ein kleines Amtsgericht im Landgerichtsbezirk. Gerichtstage wurden in Rethem und Schwarmstedt gehalten.
Im Jahre 1973 wurde das Amtsgericht Ahlden aufgelöst und der Gerichtsbezirk dem des Amtsgerichtes Walsrode zugeschlagen.

## Sitz des Gerichtes
Das Gericht hatte seinen Sitz im Schloss Ahlden.